# SN 2008E
SN 2008E – supernowa typu Ia odkryta 4 stycznia 2008 roku w galaktyce A112536+5208. W momencie odkrycia miała maksymalną jasność 18,20m.